# Инициатива трёх морей
«Инициатива трёх морей» (ИТМ), также известная как «Балто-Адриато-Черноморская инициатива» (БАЧИ) или «Триморье», представляет собой объединение тринадцати государств Европейского союза и двух стран-партнёров: Украины (с 2022) и Молдовы (с 2023) и Испании (с 2025) и Турции (с 2025), расположенных в Центральной и Восточной Европе. Территория стран-участниц имеет выход к Адриатическому, Балтийскому и Чёрному морям. Целью организации является налаживание регионального диалога по различным вопросам, затрагивающим государства-члены. Первая встреча на высшем уровне стран-участниц состоялась в 2016 году в Дубровнике.

## Описание
ИТМ имеет тринадцать государств-членов вдоль меридиональной оси от Балтийского моря к Адриатическому и Чёрному морям: Австрия, Болгария, Венгрия, Греция, Латвия, Литва, Польша, Румыния, Словакия, Словения, Хорватия, Чехия, Эстония. Все страны-участницы, за исключением Австрии и Греции, являются бывшими социалистическими странами. За исключением двух северных государств (Швеция и Финляндия), средиземноморских островных государств (Кипр и Мальта), ИТМ включает все государства, которые присоединились к Европейскому союзу после 1986 года.
На седьмом саммите в Риге 20 июня 2022 года Украина получила статус партнера-участника, де-факто став участницей этой инициативы. На саммите 2023 года партнером-участником стала Молдова.29 апреля 2025 года присоединились к проекту Черногория и Албания а Испания и Турция как стратегические партнёры на саммите в Варшаве.

## История
Идею конфедеративного государства в составе Польши, Украины, Белоруссии, Литвы, Латвии, Эстонии, Молдавии, Венгрии, Румынии, Чехословакии выдвинул Пилсудский после Первой мировой войны («Междуморье»). Однако в то время из крупных держав этот проект поддержала лишь Франция.
В 1991 году в центре Европы возникла Вишеградская тройка, ставшая в результате распада Чехословакии «четвёркой».
В декабре 2005 года в Киеве было учреждено «Содружество демократического выбора» в составе десяти бывших социалистических государств Европы: Польши, Грузии, Украины, Латвии, Литвы, Эстонии, Македонии, Молдавии, Румынии и Словении. Ещё восемь государств, включая США, стали «наблюдателями». Однако состоялись всего две встречи — в марте 2006 года в Тбилиси и в мае того же года в Вильнюсе.
Некоторые российские аналитики отмечают, что «Триморье», наследуя идеи «Содружества демократического выбора», «Восточного партнёрства» и «Карпатской Европы», является воплощением столетней мечты Польши о лидерстве и об особой роли на европейском континенте.

### Встречи на высшем уровне
| № | Время               | Место               | Глава встречи            | Примечания |
| - | ------------------- | ------------------- | ------------------------ | --- |
| 1 | 25—26 августа 2016  | Дубровник, Хорватия | Колинда Грабар-Китарович | |
| 2 | 6—7 июля 2017       | Варшава, Польша     | Анджей Дуда              | Посетил президент США Дональд Трамп |
| 3 | 17—18 сентября 2018 | Бухарест, Румыния   | Клаус Йоханнис           | Посетил председатель Европейской комиссии Жан-Клод Юнкер                                                                                   |
| 4 | 5—6 июня 2019       | Любляна, Словения   | Борут Пахор              | Посетили председатель Европейской комиссии Жан-Клод Юнкер, президент Германии Франк-Вальтер Штайнмайер и министр энергетики США Рик Перри. |
| 5 | 2020                | Эстония             | Керсти Кальюлайд         | |
| 6 | 2021                | София Болгария      | Румен Радев              | На мероприятии присутствовала глава Греции.                                                                                                |
| 7 | 2022                | Рига Латвия         |                          | На мероприятии присутствовал президент Украины Владимир Зеленский                                                                          |

Первая встреча на высшем уровне стран-участниц ИТМ состоялась 25—25 августа 2016 года в Дубровнике. По итогам встречи была принята декларация о сотрудничестве в экономических вопросах, в частности в области энергетики, а также инфраструктуры транспорта и связи. Президент Польши Анджей Дуда назвал создание ИТМ «новой концепцией для продвижения единства и сплочённости Европы, это идея сотрудничества между 12 странами, расположенными между Адриатическим, Балтийским и Чёрным морями, тремя морями Центральной Европы». Среди приглашённых ораторов были помощник министра иностранных дел Китая Лиу Хасинг, который говорил о взаимосвязи ИТМ с инициативой Китая «Один пояс и один путь», и бывший советник президента США по национальной безопасности генерал Джеймс Джонс, который подчеркнул роль этой инициативы в европейском развитии и безопасности.
Вторая встреча на высшем уровне ИТМ состоялась 6—7 июля 2017 года в Варшаве. На ней присутствовал президент США Дональд Трамп. Страны-участницы ИТМ единогласно согласились создать бизнес-форум.
Третья встреча прошла 17—18 сентября 2018 года в Бухаресте. Участники утвердили перечень приоритетных проектов сотрудничества в трех ключевых областях: транспорт, энергетика и цифровая экономика. Председатель Европейской комиссии Ж.-К. Юнкер, министр иностранных дел Германии Хайко Маас и министр энергетики США Рик Перри приняли участие в саммите в качестве гостей. Начал работу бизнес-форум стран-участников. Была создана торговая палата и достигнуто соглашение о создании инвестиционного фонда ИТМ.
20 июня 2022 года во время седьмого саммита Украине был предоставлен статус партнера-участника в инициативе.

## Проекты
ИТМ активно сотрудничает с двумя крупными инфраструктурными проектами в регионе:
- автомагистраль Север-Юг «Виа Карпатия», соединяющая Клайпеду в Литве с Салониками в Греции.
- инфраструктура по транспортировке сжиженного природного газа, с морскими терминалами в Польше и Хорватии и соединительным трубопроводом.

Другие проекты: Балтико-Адриатический коридор, Европейский маршрут E67, Rail Baltica и Янтарный железнодорожный грузовой коридор.